# Cerro La Rosilla
El Cerro La Rosilla, también conocido como Cerro de Las Antenas, es un cerro ubicado en el cordón de las Sierras Chicas, en el centro oeste de la provincia de Córdoba, República Argentina.
Alcanza unos 1.674 metros sobre el nivel del mar y se encuentra a 60 kilómetros al noroeste de la ciudad de Córdoba, en el territorio de la localidad de Los Cocos, en el Valle de Punilla.

Esta montaña, es una de las más altas de las Sierras Chicas y se ubica al sur del Cerro el Camello, de 1.657 metros de altura, famoso por albergar el monumento El Mástil.
Su vegetación consiste en pastizales de altura, característicos por la abundancia de paja amarilla de baja estatura, mientras que sus laderas son abruptas y con gran cantidad de roca.
A sus alrededores surgen numerosos arroyos como Cruz Grande, Santa Rosa, Los Laureles y El Peral.

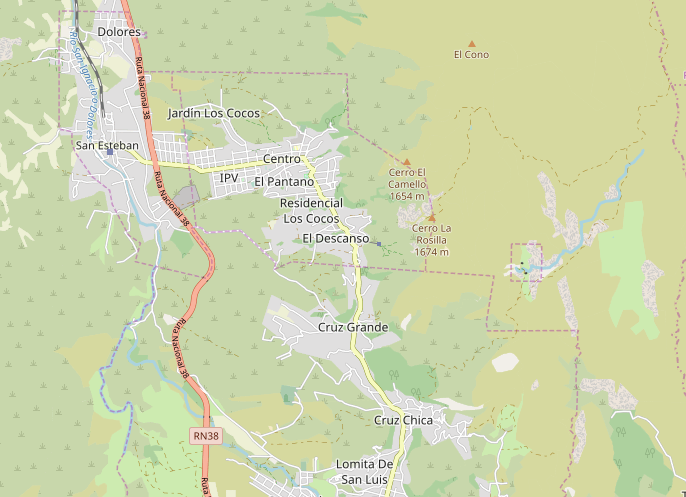
El cerro se ubica al este de Los Cocos.

El Cerro La Rosilla, junto al Cerro Mogote de Malagueño, ubicado unos kilómetros al sur, gozan de una ubicación estratégica que permite brindar servicios de telecomunicaciones en esta región del área metropolitana de Córdoba.
La primera transmisión tuvo lugar el 18 de abril de 1967, por parte de Canal 12 de Córdoba, gracias al esfuerzo de una comisión de vecinos voluntarios, que donaron dinero y el propio canal, quienes en conjunto abrieron el camino, tendieron cables de energía y llevaron adelante el proyecto.
En su cima se encuentran también transmisores de los otros dos canales cordobeses, torres de telefonía, internet, enlaces de radio y microondas, como así también transmisores de radio FM.
La cobertura es tan amplia que permite llegar con la señal incluso a regiones más lejanas como el noroeste de la provincia y parte de La Rioja.
En los años de construcción de la telesilla, en el parque recreativo El Descanso, al pie de la montaña, se contempló la posibilidad de su extensión hasta la cima del Cerro La Rosilla, aunque poco después la idea cayó al olvido. 
El ascenso se realiza por medio de vehículos todo terreno a través de un estrecho camino rocoso conocido como Camino a las Antenas, que inicia en el suburbio de Cruz Chica, en la vecina localidad de La Cumbre.
Otra alternativa de ascenso, es por medio de senderos, a través del Mástil de Los Cocos, en un circuito de intensidad moderada.
En los días soleados y libres de esmog se aprecian grandes vistas panorámicas de todo el valle de Punilla, las Sierras Grandes y los Volcanes de Pocho al oeste, las Sierras Chicas, parte de la ciudad de Córdoba y el paraje Tiú Mayú al sureste, y las llanuras de Cruz del Eje y Salinas Grandes al norte.

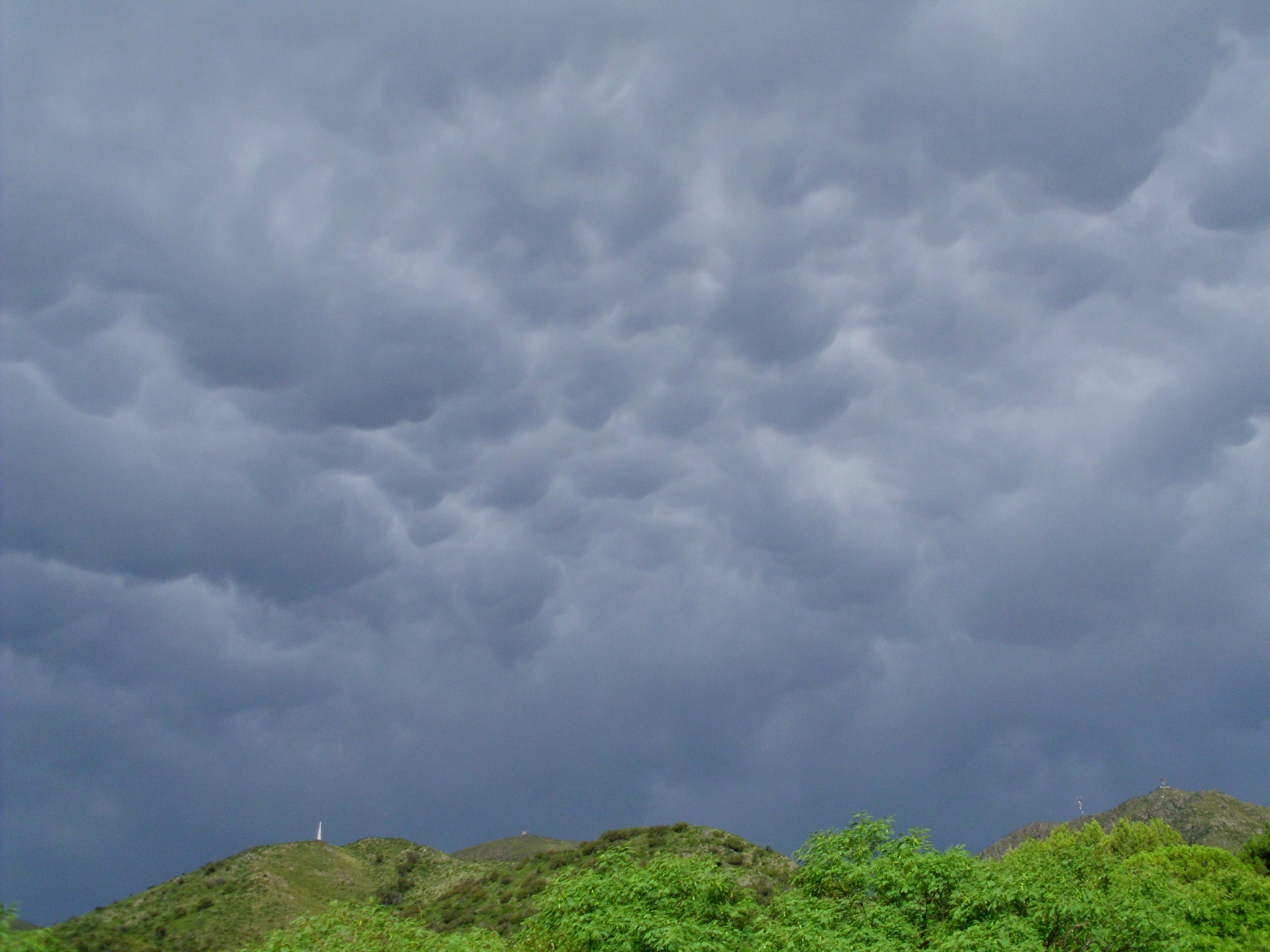
Día tormentoso donde se aprecia el Cerro el Camello a la izquierda con su mítico Mástil, y a la derecha el Cerro La Rosilla.

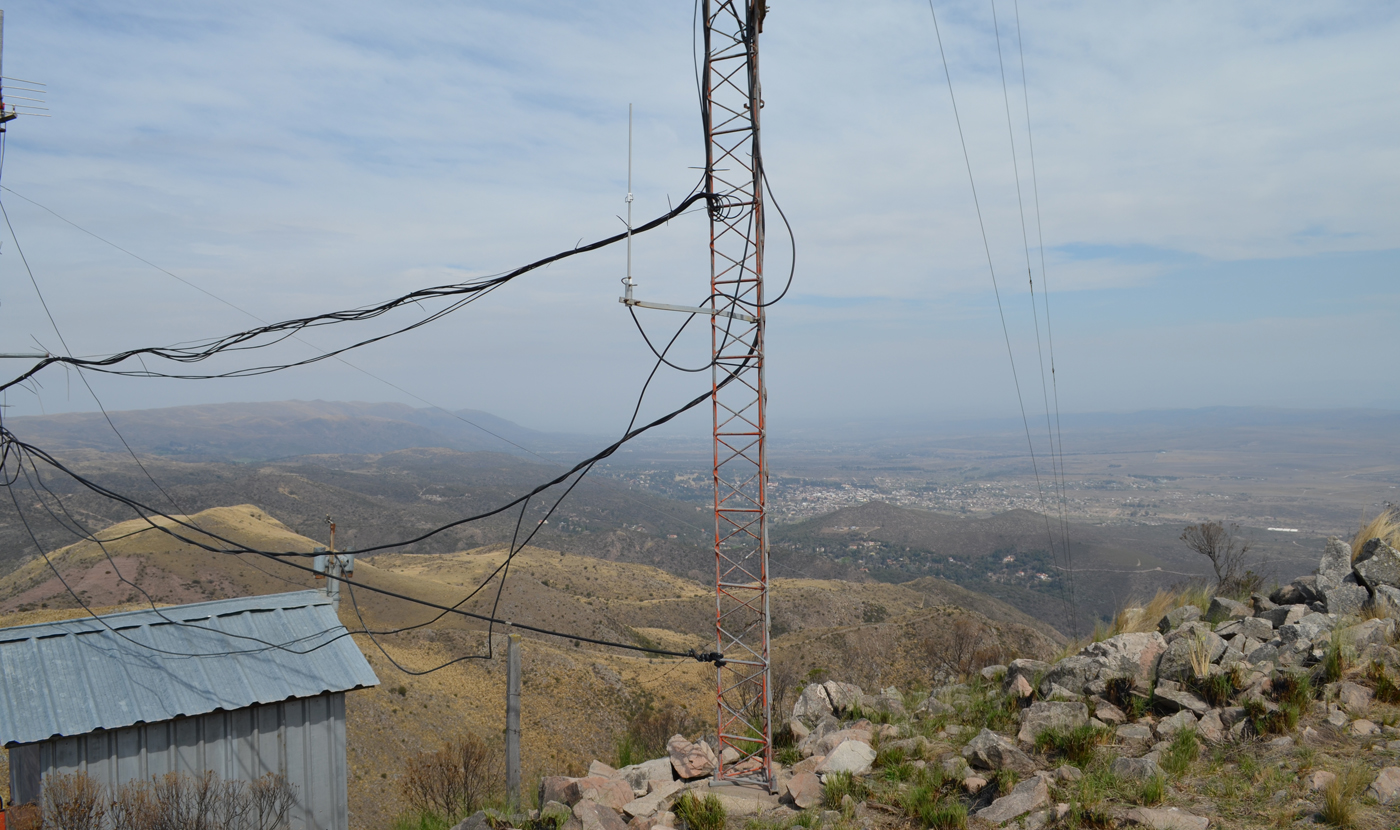
Panorámica desde la cima sobre el Valle de Punilla en un día de esmog.